# Terorizem v Evropi
V Evropi ima terorizem že dolgo zgodovino. Terorizem je bil pogosto povezano z nacionalističnimi in separatističnimi gibanji (ločevanje držav), drugimi dejanji politike (vključno z anarhizmom, skrajno desnim in skrajno levim ekstremizmom), verskim ekstremizmom ali organiziranim kriminalom. Terorizem v evropskih delih medcelinskih držav Turčije in Rusije na tem seznamu ni vključen.

## Zgodovina

### Definicija terorizma
Terorizem je težko opredeliti, ker je v znanstveni literaturi je več kot sto njegovih definicij. Izraz se uporablja v polemičnem kontekstu, zato lahko postane premik v kampanji in ne pripomoček k razmišljanju. Preprosta opredelitev bi bila "uporaba sile proti nedolžnim ljudem za politične namene". Nekateri učenjaki trdijo, da ni resnične ali pravilne opredelitve, ker je terorizem abstrakten pojem brez resnične prisotnosti. Pravna opredelitev vsebuje notranja protislovja, ki se lahko zlorabljajo.  Med terorizmom in različnimi drugimi oblikami konfliktov in nasilnih akcij, vključno z državljanskimi vojnami  ali ne-mednarodnimi oboroženimi spopadi, se prekriva. To velja za več pomembnih ne-mednarodnih konfliktov v Evropi, kjer lahko torej pride do spora glede tega, kaj šteje za terorizem: primeri vključujejo irsko vojno za neodvisnost (1919–21), razpad Jugoslavije in poznejše konflikte,  Prva (1994–6) in Druga čečenska vojna (1999–2009) in Dagestanska vojna (1999).

### Zgodnja zgodovina
V srednjem veku so pomorske države v Evropi sponzorirale pirate in zasebnike proti tekmecem, kar lahko primerjamo s terorizmom.  Izraz "teror" se uporablja za vladavino strahu v Franciji, ki so jo izvajali jakobinci v letih 1792-4.

### Sodobni trendi
- Statistika od leta 2006 do 2013 po pripadnosti
- Napadi
- Pridržanja

Terorizem v Evropi okoli začetka dvajsetega stoletja je bil pogosto povezan z anarhizmom. 
Terorizem v Evropskih skupnostih je bil od leta 1951 pogosto povezan s separatističnimi gibanji, vključno z irsko republikansko vojsko v Združenem kraljestvu in Euskadi Ta Askatasuna v Španiji. Drugi storilci so povezani s skrajno desnim in skrajno levim ekstremizmom, ekstremizmom v okolju in anarhizmom. Od leta 2001 se je povečalo število napadov, povezanih z ekstremističnimi islamističnimi skupinami, zlasti v Franciji. Številne separatistične teroristične dejavnosti imajo tudi verski kot, na primer čečenski separatizem v Rusiji. Mednarodno usklajeni element vse pogosteje poskuša vlade skušati oslabiti ekstremistično ideologijo, zlasti islamski ekstremizem.
Še vedno velja, da večina smrtnih primerov zaradi terorizma ni na Zahodu.  Ko so napadi Al Kaide na Združene države Amerike leta 2001 izključeni, se je v letih 2000–14 v zahodnih državah - evropskih državah, ZDA, Kanadi in Avstraliji - zgodilo le 0,5% vseh smrtnih primerov zaradi terorizma.  V zadnjem času se je povečalo število napadov s smrtnim izidom. Število smrtnih žrtev zaradi terorističnih napadov se je med letoma 1990 in 2015 zmanjšalo v primerjavi z letoma 1970 in 1990. Pred letom 1990 je vsako leto zaradi terorističnih napadov umrlo v povprečju 150 ljudi; ta številka bi bila še večja, če bi vključili veliko število ljudi, ki so umrli leta 1988 zaradi bombardiranja Pan Am 2013. Od leta 1990 je vsako leto umrlo povprečno nekaj manj kot 50 ljudi. Število smrtnih žrtev se je povečalo od leta 2011, napadi skrajno desnega ekstremista Andersa Breivika na Norveškem in napadi islamističnih skrajnežev v Franciji v letih 2015 in 2016.
Europol od leta 2006 objavlja letno poročilo o trendu terorističnih napadov (vključno z neuspešnimi, onemogočenimi in dokončanimi napadi) in aretacijami, povezanimi s terorizmom, v EU od leta 2006.  Poročila ugotavljajo, da so bile znane ali domnevne pripadnosti storilcev različne. Europol jih razdeli na pet kategorij: džihadistični terorizem (prej imenovan "versko navdihnjeni terorizem"); etnonacionalistični in separatistični terorizem; levičarski in anarhistični terorizem; desni terorizem; in terorizem z enim vprašanjem. Poročila Europola ne vsebujejo razčlenitve deleža dokončanih napadov ali vrste škode. Po teh podatkih je bila velika večina terorističnih napadov v EU med letoma 2006 in 2013 povezanih z etnonacionalnimi ali separatističnimi motivi, sledili so levi in anarhistični napadi ter tisti, ki so registrirani kot "nedoločeni". Veliko število terorističnih napadov je bilo motiviranih versko ali v povezavi z desničarskimi skupinami. Med aretiranimi zaradi kaznivih dejanj, povezanih s terorizmom, je bila večina versko motiviranih in tvori največjo skupino, sledili pa so osumljenci terorizma, povezani s terorističnimi napadi.
Leta 2015 so države EU poročale o 211 dokončanih, neuspelih ali onemogočenih terorističnih napadih, kar je povzročilo 151 smrtnih žrtev (od tega 148 v Franciji, od tega 130 med napadi v Parizu novembra 2015) in več kot 360 ranjenih . Kot v preteklih letih so največji delež imeli napadi separatistov (65), sledili so napadi džihadistov (17). Napadi džihadistov so povzročili največ smrtnih žrtev (150) in poškodb (250). Združeno kraljestvo je poročalo o največjem številu napadov (103), ni pa predložilo statističnih podatkov o domnevni pripadnosti.  Reševanje džihadističnih groženj terorizma je postalo glavna prednostna naloga varnostnih služb, čeprav mnogi komentatorji izražajo zaskrbljenost, da je tveganje skrajno desničarskega terorizma trenutno podcenjeno. 
Leta 2017 je britanska obveščevalna služba MI5 dejala, da je Severna Irska najbolj koncentrirano območje terorističnih dejavnosti, "verjetno kjer koli v Evropi", ob tedenskih grožnjah disidentov irskih republikancev. 
Europol poroča, da je vse smrti zaradi terorističnih dejavnosti v letu 2018 povzročil džihadistični terorizem. Od leta 2019 je Europol poročal, da so levičarske teroristične skupine v EU prenehale s svojimi operativnimi dejavnostmi. 

## Preprečevanje

### Mednarodno sodelovanje
Evropske države so bile v ospredju načrtov za mednarodno kazensko sodišče v Ligi narodov v tridesetih letih 20. stoletja, ki je delovalo prek Odbora za zatiranje terorizma (CRT). CRT je želel opredeliti terorizem in pridobiti nacionalne politike države za podporo protiterorističnim dejavnostim. Nasprotovanje Britanije in napetosti zaradi fašizma v Nemčiji in Italiji so omejili končne predloge. 
Trenutno evropsko sodelovanje na področju boja proti terorizmu vključuje  Evropski policijski urad (Europol), EU  agencija in Interpol. TREVI je bil zgodnji primer sodelovanja EU na tem področju.
Glavna nadnacionalna dejavnost za boj proti terorizmu v zadnjih letih poteka prek Europola. Uvrstili so teroristična dejanja, ki so v Evropski uniji (EU) propadla, bila onemogočena ali so bila uspešno izvedena, med verska vprašanja, desničarska, levičarska ali separatistična gibanja. Na tem področju je potrebno veliko sodelovanja med nacionalnimi organi.

### Nacionalne oblasti
Julija 2014 je vlada Francije uvedla zakonodajo za boj proti terorizmu s poostritvijo nadzora, s čimer je zakonito pridržala posameznike, povezane z radikalnimi "islamističnimi" skupinami, in blokirala spletna mesta, ki spodbujajo antisemitizem, terorizem in sovraštvo. Minister za notranje zadeve Bernard Cazeneuve je razkril, da je bilo 600 državljanov Francije takrat v Siriji ali naj bi tam šlo. Predlog zakona vključuje prepoved potovanja v tujino do šest mesecev za tiste, za katere se domneva, da imajo simpatije do terorizma, predvideva zaplembo in razveljavitev potnih listov ter letalskim prevoznikom prepoveduje letenje.
Od leta 2005 je vlada Združenega kraljestva uvedla strategijo CONTEST, s katero želi izboljšati sodelovanje med varnostnimi službami in drugimi javnimi in zasebnimi organizacijami.
Sem spadajo štirje sklopi, in sicer Preganjanje (prizadevanje za prijetje potencialnih teroristov), Preprečevanje (prizadevanje za zmanjšanje nevarnosti radikalizacije, odvračanje potencialnih teroristov in izmenjava informacij), Zaščita, (prizadevanje za zagotovitev varnosti potencialnih ciljev in organizacij je optimiziran) in Pripravite se (skuša zagotoviti učinkovit odziv takoj po napadu). Podobne strategije so sprejele druge države po vsej Evropski uniji, sodelovanje med državami in varnostnimi silami pa se je povečalo.
Eno leto po tem, ko je Albanija vlada decembra 2018, 2. tedna januarja 2020, Iran odstavila veleposlanika Irana, je ta država izgnala še dva iranska diplomata. Oba naj bi bila člana sile Quds, ki ji je do nedavnega poveljeval Qassem Soleimani.

## Incidenti

### Smrtonosni napadi
Sledi seznam terorističnih incidentov v Evropi, ki so povzročili vsaj deset civilnih žrtev. V njem so navedeni napadi  nedržavni akterji, ki jih pogosto imenujejo terorizem.  izključuje napade, ki so se zgodili v čezcelinskem države, kot sta Turčija in Rusija.  Za incidente v Rusiji glejte Terorizem v Rusiji in za incidente v Turčiji glejte Terorizem v Turčiji.
| Datum                 | Država / regija                          | Nezgoda                                                 | Žrtev                                               | Storilec                                           |
| --------------------- | ---------------------------------------- | ------------------------------------------------------- | --------------------------------------------------- | -------------------------------------------------- |
| 28 julij 1835         | Francija                                 | ' Atentat na kralja Louisa Philippea I'                 | 18 umorjenih, 23 ranjenih (vklj. 1 perp.)           | Giuseppe Marco Fieschi                             |
| 13 december 1867      | Združeno kraljestvo                      | 'Eksplozija Clerkenwella'                               | 12 umorjenih, 120 ranjenih                          | Irsko republikansko bratstvo                       |
| 7 november 1893       | Španija                                  | ' Gran Teatre del Liceu bombardiranje'                  | 20+ umorjenih, 40+ ranjenih                         | Santiago Salvador Franch                           |
| 7 junij 1896          | Španija                                  | ' bombardiranje procesije v Corpus Christi v Barceloni' | 12 umorjenih, 44 ranjenih                           | Anarhisti (sum)                                    |
| 28 april 1903         | Osmansko cesarstvo                       | ' Solunske bombardiranja leta 1903'                     | 16 umorjenih (vklj. 6 storilci] , 16 ranjenih       | Solunski čolnarji                                  |
| 31 maj 1906           | Španija                                  | 'Ubojni atentat na Alfonsa XIII' '                      | 30 umorjenih, 100 ranjenih                          | Mateo Morral Rocca                                 |
| 15 avgust 1906        | Poljska                                  | 'Krvava sreda' '                                        | 19 do 200 umorjenih, 43 do> 100 ranjenih            | Borbena organizacija poljske socialistične stranke |
| 13 december 1921      | Romunija                                 | 'Bombardiranje palače v Bolgradu'                       | 100 umorjenih                                       | Besarabija in Separatisti                          |
| 23 marec 1923         | Italija                                  | 'Bomba v gledališču Diana (Milano)'                     | 21 umorjenih, 172 ranjenih                          | Anarhist                                           |
| 16 april 1925         | Bolgarija                                | ' bombardiranje cerkve sv.Nedelije'                     | 150 umorjenih, 500+ ranjenih                        | Bolgarska komunistična partija                     |
| 1 maj 1947            | Italija                                  | 'Pokol v Portella della Ginestra'                       | 11 umorjenih, 33 ranjenih                           | Salvatore Giuliano                                 |
| 18 junij 1961         | Francija                                 | ' bombardiranje vlakov Vitry-Le-François'               | 28 umorjenih, 100+ ranjenih                         | Organizacija Armée Secrète                         |
| 12 oktober 1967       | Ciper                                    | 'Ciprov let 284 bombardiranje'                          | 66 umorjenih                                        |                                                    |
| 12 december 1969      | Italija                                  | 'Bombardiranje Piazza Fontana'                          | 17 umorjenih, 88 ranjenih                           | Ordine Nuovo                                       |
| 21 februar 1970       | Švica                                    | 'Swissair Flight 330 bombardiranje'                     | 47 umorjenih                                        | PFLP-GC                                            |
| 4 december 1971       | Združeno kraljestvo                      | 'Bombardiranje bara McGurk's'                           | 15 umorjenih, 17 ranjenih                           | Ulster Volunteer Force                             |
| 26 januar 1972        | Češkoslovaška                            | 'JAT-let 367 bombardiranje'                             | 27 umorjenih                                        | Ustaše (osumljen)                                  |
| 5 september 1972      | Zahodna Nemčija                          | 'Pokol v Münchnu'                                       | 17 umorjenih                                        | Črni september                                     |
| 17 december 1973      | Italija                                  | ' napadi na letališča v Rimu'                           | 34 umorjenih, 22 ranjenih                           | Črni september                                     |
| 4 februar 1974        | Združeno kraljestvo                      | 'M62 bombardiranje avtobusa'                            | 12 umorjenih, 38 ranjenih                           | začasna IRA                                        |
| 17 maj 1974           | Irska                                    | 'Bombardiranje v Dublinu in Monaghanu'                  | 34 umorjenih, 300 ranjenih                          | Ulster Volunteer Force                             |
| 4 avgust 1974         | Italija                                  | ' bombardiranje Italicus Express'                       | 12 umorjenih, 48 ranjenih                           | Ordine Nero                                        |
| 8 september 1974      | Grčija                                   | ' TWA Flight 841 bombardiranje'                         | 88 umorjenih                                        | Organizacija Abu Nidal                             |
| 13 september 1974     | Španija                                  | 'Bombardiranje Cafetería Rolando'                       | 13 umorjenih, 71 ranjenih                           | ETA                                                |
| 21 november 1974      | Združeno kraljestvo                      | 'Bombardiranje pivnic v Birminghamu'                    | 21 umorjenih, 182 ranjenih                          | začasna IRA                                        |
| 5 januar 1976         | Združeno kraljestvo                      | 'Kingsmill massacre'                                    | 10 umorjenih, 1 ranjen                              | Republiška akcijska sila Južnega Armaga            |
| 17 februar 1978       | Združeno kraljestvo                      | 'Bombardiranje restavracije La Mon' '                   | 12 umorjenih, 30 ranjenih                           | začasna IRA                                        |
| 12 julij 1979         | Španija                                  | 'Hotel Corona de Aragón ogenj'                          | 80+ umorjenih                                       | ETA (sum)                                          |
| 2 avgust 1980         | Italija                                  | 'Pokol v Bologni'                                       | 85 umorjenih, 200+ ranjenih                         | Nuclei Armati Rivoluzionari                        |
| 26 september 1980     | Zahodna Nemčija                          | 'Bombardiranje Oktoberfesta'                            | 13 umorjenih (vklj. 1 storilci) , 211 ranjenih      | Gundolf Köhler                                     |
| 20 julij 1982         | Združeno kraljestvo                      | 'Bombardiranje Hyde Parka in Regent's Parka'            | 11 umorjenih, 50 ranjenih                           | začasna IRA                                        |
| 6 december 1982       | Združeno kraljestvo                      | 'Bombardiranje vodnjaka s kapljicami'                   | 17 umorjenih, 30 ranjenih                           | Irska narodnoosvobodilna vojska                    |
| 23 december 1984      | Italija                                  | 'Bombardiranje vlaka 904'                               | 16 umorjenih, 267 ranjenih                          | Sicilijanska mafija                                |
| 12 april 1985         | Španija                                  | ' bombardiranje El Descanso'                            | 18 umorjenih, 82 ranjenih                           | Islamska organizacija džihada                      |
| 23 junij 1985         | Atlantski ocean v Irski zračnem prostoru | 'Air Air Flight 182 bombardiranje'                      | 329 umorjenih                                       | Babbar Khalsa                                      |
| 23 november 1985      | Malta                                    | 'EgyptAir Flight 648 ugrabitev'                         | 60 umorjenih (vključno z 2 storilci]                | Organizacija Abu Nidal                             |
| 27 december 1985      | Italija · Avstrija                       | 'Napadi na letališča v Rimu in na Dunaju'               | 23 umorjenih (vklj. 4 storilci] , 139 ranjenih      | Organizacija Abu Nidal                             |
| 14 julij 1986         | Španija                                  | 'Bombardiranje trga Plaza República Dominicana'         | 12 umorjenih, 32 ranjenih                           | ETA                                                |
| 19 junij 1987         | Španija                                  | ' Hipercor bombardiranje'                               | 21 umorjenih, 45 ranjenih                           | ETA                                                |
| 8 november 1987       | Združeno kraljestvo                      | 'Bombardiranje dneva spomina'                           | 12 umorjenih, 63 ranjenih                           | začasna IRA                                        |
| 11 december 1987      | Španija                                  | ' bombardiranje vojašnice v Zaragozi'                   | 11 umorjenih, 88 ranjenih                           | ETA                                                |
| 11 julij 1988         | Grčija                                   | '' Napad z ladje Mesto Poros '                          | 11 umorjenih (vklj. 3 storilci) , 98 ranjenih       | Organizacija Abu Nidal                             |
| 21 december 1988      | Združeno kraljestvo                      | 'Pan Am Flight 103 bombardiranje'                       | 270 umorjenih                                       | Abdelbaset al-Megrahi                              |
| 22 september 1989     | Združeno kraljestvo                      | 'Deal bombardiranje'                                    | 11 umorjenih, 21 ranjenih                           | začasna IRA                                        |
| 29 maj 1991           | Španija                                  | ' bombardiranje Vic'                                    | 10 umorjenih, 44 ranjenih                           | ETA                                                |
| 15 avgust 1998        | Združeno kraljestvo                      | 'Omagh bombardiranje'                                   | 29 umorjenih, 300+ ranjenih                         | Real IRA                                           |
| 16 februar 2001       | FR Jugoslavija                           | 'Bombardiranje avtobusa Podujevo' '                     | 12 umorjenih, 40 ranjenih                           | Kosovski Albanec militanti (osumljen)              |
| 11 marec 2004         | Španija                                  | ' bombardiranje vlakov v Madridu'                       | 193 umorjenih, 2050 ranjenih                        | Al-Kaida                                           |
| 7 julij 2005          | Združeno kraljestvo                      | ' bombardiranje leta 2005 v Londonu'                    | 56 umorjenih, (vklj. 4 storilci] , 784 ranjenih     | Al-Kaida                                           |
| 11 april 2011         | Belorusija                               | ' bombardiranje v podzemni železnici v Minsku'          | 15 umorjenih, 204 ranjenih                          | Dzimitry Kanavalau in Vlad Kavalyou                |
| 22 julij 2011         | Norveška                                 | ' napadi Norveške'                                      | 77 umorjenih, 319 ranjenih                          | Anders Behring Breivik                             |
| 17 julij 2014         | Ukrajina                                 | 'Odstrel leta 17 malezijskih letalskih družb' '         | 298 umorjenih                                       | Ljudska republika Doneck (osumljen)                |
| 7. – 9. januarja 2015 | Francija                                 | 'Januar 2015 napadi dele-de-France'                     | 20 umorjenih (vklj. 3 storilci] , 22 ranjenih       | Al-Kaida                                           |
| 13 januar 2015        | Ukrajina                                 | 'Napad avtobusa Volnovakha' '                           | 12 umorjenih, 18 ranjenih                           | Ljudska republika Doneck (osumljen)                |
| 13 november 2015      | Francija                                 | 'Napadi v Parizu novembra 2015'                         | 138 umorjenih (vklj. 7 storilci] , 413 ranjenih     | Islamska država                                    |
| 22 marec 2016         | Belgija                                  | ' bombardiranje v Bruslju'                              | 35 umorjenih (vklj. 3 storilci] , 340 ranjenih      | Islamska država (prevzeta odgovornost)             |
| 14 julij 2016         | Francija                                 | ' napad z lepim tovornjakom' '                          | 87 umorjenih (vklj. 1 perp.) , 434 ranjenih         | Islamska država (prevzeta odgovornost)             |
| 19 december 2016      | Nemčija                                  | ' napad na berlinski božični trg'                       | 12 umorjenih, 56 ranjenih                           | Islamska država (prevzeta odgovornost)             |
| 22 maj 2017           | Združeno kraljestvo                      | 'Bombardiranje arene v Manchester' '                    | 23 umorjenih (vklj. 1 storilci) , 250 ranjenih      | Salman Ramadan Abedi                               |
| 3 junij 2017          | Združeno kraljestvo                      | 'Napad na London Bridge'                                | 11 umorjenih (vklj. 3 storilci) , 48 ranjenih       | Islamska država (prevzeta odgovornost)             |
| 17–18. avgust 2017    | Španija                                  | 'Napadi v Barceloni 2017'                               | 24 umorjenih (vključno z 8 storilci] , 152 ranjenih | Islamska država (prevzeta odgovornost)             |
| 19 februar 2020       | Nemčija                                  | ' streljanje v Hanau' '                                 | 11 umorjenih (vklj. 1 perp.) , 6 ranjenih           | Tobias Rathjen                                     |

### Najdražji napadi
To so incidenti, ki so imeli največjo finančno škodo. Daleč največji trije so navedeni spodaj, vsi so se zgodili v Anglija. 
| Datum          | Država / regija     | Nezgoda                                  | Stroški (USD)          | Storilec    |
| -------------- | ------------------- | ---------------------------------------- | ---------------------- | ----------- |
| 24 april 1993} | Združeno kraljestvo | 'Bombardiranje Bishopsgate 1993]'        | 2 milijardi dolarjev   | Začasna IRA |
| 15 junij 1996  | Združeno kraljestvo | 'Bombardiranje v Manchestru leta 1996' ' | 996 milijonov dolarjev | Začasna IRA |
| 10 april 1992  | Združeno kraljestvo | 'Bombardiranje baltske borze'            | 897 milijonov dolarjev | Začasna IRA |